# Cannabis sativa ruderalis
Cannabis ruderalis es una subespecie putativa de Cannabis sativa, del género  Cannabis, originaria del sur de Siberia y norte de Kazajistán. Son plantas por lo general pequeñas y tienen un periodo de floración más corto que la índica.

## Características
Referente a su interés en la cannabicultura, es apreciada porque se utiliza para hacer genéticas y experimentar así con sus ventajas, comprobando sus propiedades y los posibles rasgos favorables de las generaciones sucesivas. Debido a su casi nulo contenido en THC (el componente psicoactivo) y a su alto contenido en CBD (el componente no psicoactivo tan apreciado en medicina) es una genética muy utilizada para fabricar inciensos y esencias de manera artesanal.
El término ruderalis se deriva del latín rudera, que es la forma plural de rudus, una palabra latina que significa escombro, cascote. Ruderal es un término referente a especies de plantas silvestres que son las primeras en colonizar tierras que han sido alteradas por fuerzas naturales o por la actividad humana. Las especies ruderalis suelen crecer en vertederos de desechos de construcción, en edificios arruinados o derribados, a los lados de las carreteras o en tierras agrícolas que se han dejado en barbecho.
Cannabis ruderalis se describe provisionalmente como el tercer tipo de cannabis, ya que los botánicos no están seguros de si constituye una especie por derecho propio. La planta ruderalis es una variedad no cultivada procedente de Rusia, Europa central y Asia central y se adapta a las duras condiciones ambientales de estos lugares. Ya sean considerados solo una variación de la misma especie de cannabis o una especie diferenciada en sí misma, lo más probable es que las variedades ruderalis de cannabis procedan de las variedades índicas que, a su vez, probablemente desciendan de las sativas.
Las diferencias entre estos tres tipos, en cuanto a los patrones de crecimiento y reproducción, pueden relacionarse con los entornos enormemente diferentes en que vivió el fenotipo tropical original Cannabis sativa L. A medida que se extendía más y más al norte del ecuador tras la última edad de hielo, los diferentes tipos evolucionaron para sobrevivir en nuevos climas. La intervención humana y la agricultura también tuvieron efectos significativos sobre los acervos genéticos de índica y sativa, pero mucha menos influencia sobre el silvestre ruderalis.
La planta típica de Cannabis ruderalis es muy baja de estatura, a menudo entre 30 cm y 80 cm cuando ha alcanzado su pleno crecimiento. Produce solo unas pocas ramas y tiene hojas anchas y de limbos gruesos, similares a las del Cannabis indica. Una vez que empieza la floración, la variedad ruderalis crecerá todavía menos en altura que la variedad indica.
C. ruderalis es una variedad más resistente, crece en el Himalaya estados del norte y sur de la antigua Unión Soviética, que se caracteriza por un crecimiento de "malas hierbas" más escasa. Rara vez se cultiva por su contenido de THC sino por su amplia gama aromática. Cabe destacar el aprovechamiento de la potencia aromática del cannabis, conociendo esta característica se han mezclado diferentes genéticas rudelaris para conseguir aromas muy diferentes.
Las poblaciones de C. ruderalis se pueden encontrar en la mayoría de las áreas donde el cultivo del cáñamo antiguamente prevaleció. La región más notable en América del Norte es el medio oeste de Estados Unidos, aunque las poblaciones ocurren esporádicamente en los Estados Unidos y Canadá. Las grandes poblaciones de C. Ruderalis salvaje se encuentran mayormente en Europa central y oriental, la mayoría de ellas en Lituania, Bielorrusia, Letonia, Estonia y los países adyacentes. Sin selección humana, estas plantas han perdido muchas de las características seleccionadas inicialmente para su producción, y se aclimataron generación tras generación a su entorno.

## Capacidad de autofloración
La característica más notable de la variedad ruderalis radica en su capacidad de florecer (y, por lo tanto, reproducirse) de acuerdo con la edad de una planta concreta, independientemente del fotoperiodo en que crezca.
Casi todas las plantas en floración perciben cuándo es momento de reproducirse gracias a los cambios de estación en el clima, especialmente en relación con el número de horas de luz diurna. La capacidad para iniciar la floración de acuerdo con cambios en la planta y no de su entorno se conoce como ‘autofloración’.
C. ruderalis es menos llamativa para insectos siendo menos atacadas por estos por su bajo contenido en terpenoides. Empezará a florecer cuando alcance una determinada fase de madurez –alrededor del momento en que produzca entre el quinto y el séptimo par de hojas (entre su quinto y su séptimo nudo), lo que normalmente ocurre tras un periodo de entre cinco y siete semanas de crecimiento. Una vez ha empezado a florecer, sigue haciéndolo hasta que otros factores ambientales (sobre todo el invierno) hacen que la planta muera. Las otras variedades de Cannabis pueden expirar naturalmente una vez han completado su reproducción o pueden regresar al crecimiento vegetativo si disfrutan de un fotoperiodo largo.

## Ciclo rápido de crecimiento
La adaptación de Cannabis ruderalis a veranos cortos y frescos se pone de manifiesto en otras áreas. El ruderalis tiene la capacidad para completar su ciclo vital –desde su fase de semilla hasta la producción de semillas- en solamente 10 semanas (aunque es más común que sean de 12 a 14 semanas). Sus semillas se desprenden con facilidad y pueden sobrevivir más de una estación sobre terreno helado –hasta que las condiciones sean lo suficientemente favorables para permitir el crecimiento. Las semillas también pueden sobrevivir aunque su cáscara se abra al ser pisada por humanos o animales. En el caso de algunas variedades de ruderalis, este hecho puede incluso contribuir a la germinación de las semillas.

## Propiedades y aplicaciones
Sus variedades silvestres son casi siempre bajas en THC y relativamente altas en CBD. Pese a que las variedades puras de ruderalis tienen poco valor en términos de su uso recreativo o como fibra, su capacidad de autofloración y su periodo de maduración extremadamente rápido es de gran interés para los cultivadores de cannabis medicinal y ornamental.
Los híbridos con ruderalis también son útiles para aplicaciones medicinales en casos en que se prefiere disponer de los beneficios terapéuticos del CBD sin los efectos psicoactivos que comportan las variedades altas en THC.